# Bloodhound SSC
Bloodhound SSC (SuperSonic Car) — надзвуковий автомобіль, котрий за задумом конструкторів зможе разігнатися до швидкості 1000 миль/год (1 609 км/год). Своє ім'я «Bloodhound» він отримав в честь ракети ППО Bristol Bloodhound 2, що стояла на озброєнні Великої Британії в 1960—1991 роках. Автомобіль було оснащено трьома двигунами: гібридний ракетний двигун, реактивний двигун Eurojet EJ200, що встановлюють на винищувач Eurofighter Typhoon, і 800-сильний 12-циліндровий V-подібний бензиновий двигун, що подає паливо і забезпечує електричною і гідравлічною потужністю літак і ракету. 19 липня 2010 року у передмісті Лондона на міжнародній виставці-авіасалоні Фарнборо відбулася презентація повнорозмірного макету Bloodhound SSC. Над проектом працює команда на чолі з Річардом Ноблом. Пілотувати автомобіль буде Енді Грін.
За інформацією на 4 березня 2013 року, що з'явилася на офіційному сайті проекту, машина буде закінчена і готова до випробувань 28 березня 2013 року. Однак пізніше дата кілька разів переносилася. На кінець 2013 року було повідомлено, що автомобіль буде готовий на початку 2014 року. Було оголошено, що перші випробування будуть в 2015 році в Африці, причому швидкість буде складати на перших етапах всього 320 км за годину.
У жовтні 2017 року на аеродромі містечка Ньюквей (Велика Британія) автомобіль було протестовано на максимальну швидкість. За 9 с було досягнуто швидкості 322 км/год, більшу швидкість не вдалося досягнути через обмежену довжину аеродрому.
У березні 2017 року з'явилася інформація, що встановлення рекорду із швидкості перенесено на літо 2018 року.
У травні 2018 року команда анонсувала плани досягнути швидкості в 500 миль за годину у 2019, 1000 миль за годину у 2020.
Згодом плани у досягненні максимальних швидкостей змінистилися на майбутні роки, у 2019 році було досягнуто швидкості лише 1011 км/год.

## Галерея

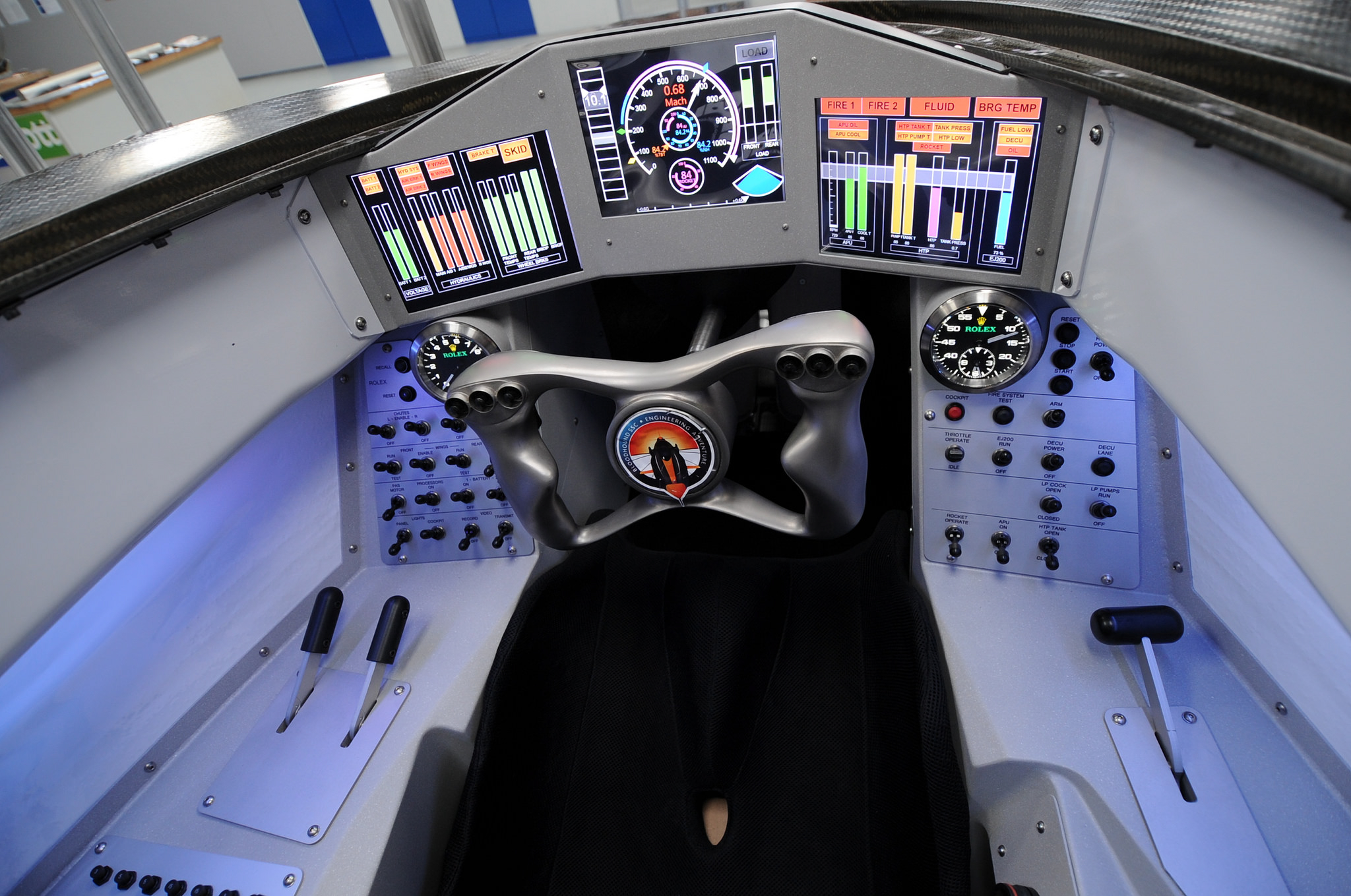
в кабіні